# Sørøya
Sørøya es una gran isla en el oeste de Finnmark, Noruega. Es la cuarta isla más grande de Noruega en términos de superficie, y se divide entre los municipios de Hasvik y Hammerfest.
El 15 de febrero de 1945, 525 civiles fueron evacuados de Sørøya por cuatro destructores de la Marina Real Noruega y llevados a la seguridad en Escocia a través de Murmansk, en la Unión Soviética. La operación de rescate fue conocida con el nombre código de Operación Puertas Abiertas. La población de la isla está repartida básicamente en 3 localidades Hasvik (380 habitantes), Breivikbotn (295 h.) y Sørvær (201 h.)